# 奇妙な味
奇妙な味（きみょうなあじ）とは、探偵小説や推理小説のジャンルの一つ。

## 概要
奇妙な味とは、推理小説ではあるが、論理的な謎解きに主眼を置かず、ストーリー展開及びキャラクターが異様であり、多くは残酷で、読後に無気味な割り切れなさを残すという特色を持った作品とされ、多くは短編作品である。
第二次世界大戦前の日本では探偵小説や推理小説のうち『本格派推理小説』に該当しない作品を『変格』と分類していた。『奇妙な味』はその中でもSFとも怪奇小説とも分類できない特異な作風を指す。江戸川乱歩による造語であり、英語圏には該当する表現は見当たらない。
乱歩は『宝石』昭和25年4月号に発表した評論『英米短篇ベスト集と「奇妙な味」』でこの造語を紹介。ヒュー・ウォルポールの短編『銀の仮面』を例として紹介しながら「ユーモアの裏に、一種あどけない残酷味が漂っている」「全然私利私欲に関係のない一種無邪気な残虐」といった作風の小説が欧米で流行していると指摘。こうした傾向の作品を「表面は無邪気に見える極悪故に、それは一層恐ろしい」と評し、特に「無邪気な残虐」という点を強調している。乱歩はこうした作風が海外で流行する原因を「本来の探偵小説の重大な条件である『意外性』の一つの変形」と解釈していた。
『銀の仮面』と並ぶ「奇妙な味」の例として乱歩は、ギルバート・キース・チェスタトン 『奇妙な足音』（『ブラウン神父の童心』所収）、ロード・ダンセイニ『二壜のソース』、ロバート・バー『健忘症連盟』、コナン・ドイル『赤髪組合』、トーマス・バーク『オッタモール氏の手』、アガサ・クリスティー『うぐいす荘』、コーネル・ウールリッチ『爪』などを挙げている。また、戸川昌子が『大いなる幻影』で江戸川乱歩賞を受賞した際に、乱歩は選評で「『大いなる幻影』は犯罪の謎解きではあるが、普通の本格推理小説ではなく、私のいわゆる『奇妙な味』の加味された作風で、プロットが実によく考えてある」と評している。
乱歩が挙げた作品の特徴としては、謎解きの論理性よりも犯行手段の大胆さに特徴がある作品や、犯人の異常心理に重点を置いた作品が多い。この点を考慮すると「奇妙な味」とは「ブラック・ユーモア」及び「サイコ・スリラー」を内包すると言える。
乱歩が挙げた作品以外にはロアルド・ダール『南から来た男』、サキ『開いた窓』などが奇妙な味の古典として挙げられる。その後、1950年代から1960年代、アメリカの雑誌黄金時代に隆盛を迎え、1970年頃には下火になった。
日本では、「奇妙な味」の作品はほとんどが絶版となり忘れられていった。21世紀になって、「晶文社ミステリ」、「奇想コレクション」（河出書房新社）などのシリーズで過去の作家が再紹介され、またかつて「奇妙な味」の作家を多く収録した「異色作家短篇集」（早川書房）が2005年から2007年にかけて再刊された。
「奇妙な味」を幻想的な小説と解釈した例もある。吉行淳之介が編んだアンソロジー『奇妙な味の小説』（1970年刊行）では、小松左京の『召集令状』や森茉莉の『黒猫ジュリエットの話』といった、乱歩が例示した海外作品よりも幻想味が強い作品が選ばれている。また、五木寛之が『奇妙な味の物語』（1988年刊行）と題した短編集を刊行しているが、収められた短編は幻想的な作風のものが多い。

## 代表作家

### 日本国外
- マルセル・エーメ
- ジョン・コリア
- サキ
- ローラン・トポール
- シオドア・スタージョン
- ロバート・シェクリイ
- ロアルド・ダール
- チャールズ・ボーモント
- ロバート・ブロック
- リチャード・マシスン
- ジェラルド・カーシュ
- トーマス・オーウェン

### 日本
- 大下宇陀児
- 江戸川乱歩
- 横溝正史
- 城昌幸

- 小酒井不木
- 阿刀田高
- 三橋一夫
- 中井紀夫
- 深堀骨